# Wielozarodniczka kapeluszowa

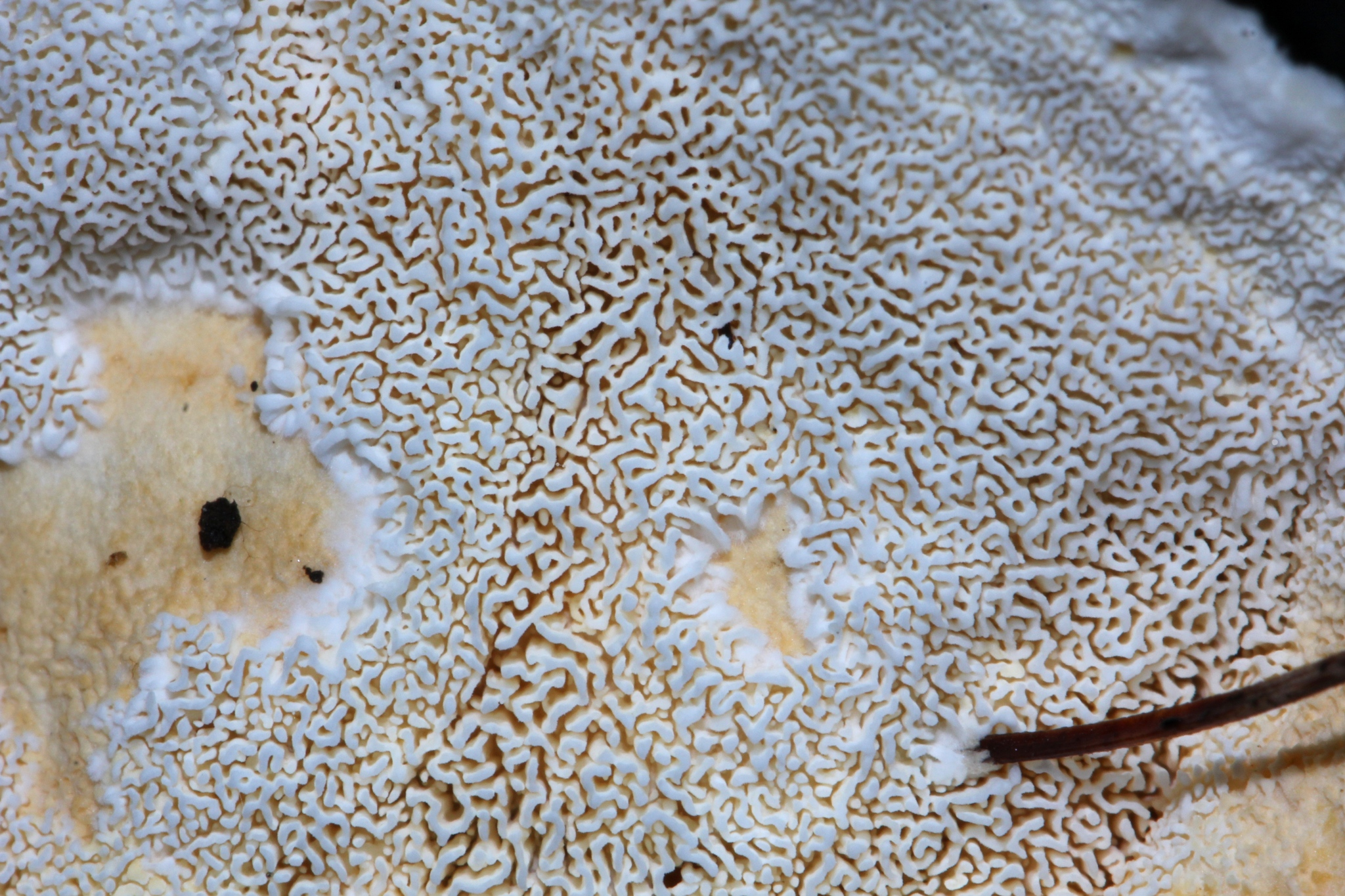
Hymenofor

Wielozarodniczka kapeluszowa (Sistotrema confluens (Bres.) J. Erikss.) – gatunek grzybów z rodziny kolczakowatych (Hydnaceae).

## Systematyka i nazewnictwo
Pozycja w klasyfikacji według Index Fungorum: Sistotrema, Hydnaceae, Cantharellales, Incertae sedis, Agaricomycetes, Agaricomycotina, Basidiomycota, Fungi.
Po raz pierwszy takson ten opisał w 1794 r. Christiaan Hendrik Persoon. Ma 10 synonimów. Niektóre z nich:
- Sistotrema sublamellosum subsp. ericetorum Bourdot & Galzin 1914
- Trechispora ericetorum (Bourdot & Galzin) Bondartsev & Singer 1953[2].

Nazwę polską zaproponował Władysław Wojewoda w 2003 r.

## Morfologia
Owocnik
Początkowo rozpostarty, potem wachlarzowaty, nawet kapeluszowaty, o szerokości 2–4 cm, z małym trzonem o długości do 2 cm. Powierzchnia górna gładka lub drobno kutnerowata, biaława do kremowej, ciemniejąca przy zgnieceniu, powierzchnia dolna (hymenialna), z małymi kolcami o długości do 2 mm. Wydziela słaby zapach.
Cechy mikroskopowe
System strzępkowy monomityczny, Strzępki ze sprzążkami, cienkościenne, o szerokości 2–3 µm, z wieloma gutulami. Brak cystyd. Podstawki jednolite, 15–20 × 4-6 µm, cienkościenne, z 6-8-sterygmami i sprzążkami bazalnymi. Bazydiospory wąsko elipsoidalne do nieco kiełbaskowatych, 4,5-6 × 2-2,5 µm, gładkie, cienkościenne, IKI-.

## Występowanie
Podano występowanie wielozarodniczki kapeluszowej w Ameryce Północnej i Środkowej, w Europie i Azji. W Europie występuje na całym obszarze, z wyjątkiem Grenlandii i Europy Południowo-Wschodniej. W Polsce W. Wojewoda w 2003 r. przytoczył kilkanaście stanowisk, ale większość dawnych. Znajduje się na Czerwonej liście roślin i grzybów Polski. Ma status E – gatunek wymierający, którego przeżycie jest mało prawdopodobne, jeśli nadal będą działać czynniki zagrożenia. Jednak w internetowym atlasie grzybów przytoczone są dość liczne aktualne stanowiska tego gatunku.
Naziemny grzyb saprotroficzny. Występuje wśród mchów, opadłych liści i innych resztek roślinnych.